# AMRSCOR V-3 KUKRI
Il missile a corto raggio 
AMRSCOR V-3 KUKRI è un'arma assai simile al Matra R550 Magic, di progettazione sudafricana. Esso è un missile a corto raggio a guida termica, ma ha un'importante innovazione: un apparato di mira nel casco del pilota aiuta il sensore dell'arma a puntare sul bersaglio, quindi a acquisirlo in anticipo rispetto ad un sistema "convenzionale". Appare probabile che questo sia stato il primo caso a livello mondiale in cui tale tecnologia è stata impiegata, di sicuro è il primo caso in cui un missile sia stato progettato con tale capacità insita. Date le prestazioni non molto elevate, è stato poi sostituito dal Darter.